# Cordillera Central (Philippinen)
Die Cordillera Central ist ein Gebirge auf der philippinischen Insel Luzon.

## Geografie
Die Cordillera Central ist das ausgedehnteste Bergland auf der Insel Luzon und umfasst ein Sechstel der Inselfläche, das entspricht 18.300 km². Sie gilt als zentraler Teil der Philippinischen Kordilleren. Das Gebirge entsteigt der großen Ebene Luzons und reicht bis an die Nordküste. Die Breite der Kordillere schwankt zwischen 60 und 90 Kilometern. Es verlaufen mehrere, kettenartige, fast parallel verlaufende Gebirgszüge in nord-südlicher Richtung. Es lassen sich drei Hauptketten unterscheiden: die westliche Küstenkordillere (Malayakette), die Zentralkordillere (Cordillera Central) und die Poliskette.
Bei der im Westen verlaufenden Malayakette liegen die größten Höhen um 1800 m im Vergleich zur Hauptachse des Berglandes, der Zentralkordillere, die Höhen von über 2700 m vorweist. Weiter östlich verläuft die Poliskette mit der höchsten Erhebung Luzons, dem Pulag (2922 m). Um den Pulag wurde 1987 der Mount-Pulag-Nationalpark auf einer Fläche von 11.550 Hektar etabliert. Alle Gebirgsketten erfahren nach Norden hin eine Abdachung bis auf 1000 m im Küstenbereich, die höchsten Erhebungen befinden sich im Südteil.
Im Westen begleitet ein schmales Vorland die Kordilleren, im Osten eine breitentwickelte Zone von flachabfallendem Hügelland mit Höhendifferenzen zwischen 300 und 500 m. Die Kordilleren sind dicht bewaldet und dehnen sich bis an den Cagayan aus.
Der Cordillera Central entspringen zahlreiche Flüsse, wie der Agno, der Abra und der Rio Chico die am Berg Data ihre Quellen haben. Weitere große Flüsse sind der Abulug, der Amburayan und der Laoag. Im Tal des Magat-Rivers liegt der Magat-Stausee, er ist der größte Stausee der Cordillera Central und sein Wasserkraftwerk hat eine Leistung von 381 Megawatt.
Zwischen der Cordillera Central und der Sierra Madre liegen die Caraballo-Berge, diese sind der zentral gelegene Gebirgsknoten der Philippinischen Kordilleren.
Das Klima des Cagayan-Tals zeichnet sich durch eine kurze Trockenzeit von März bis Mai und eine wenig intensive Regenzeit von Juni bis Februar aus. In der kühlen Trockenzeit fallen die Temperaturen im Hochland bei Baguio (1500 m Höhe) bis auf 6 Grad Celsius und in noch höheren Lagen können auch Bodenfröste entstehen.

## Geologie

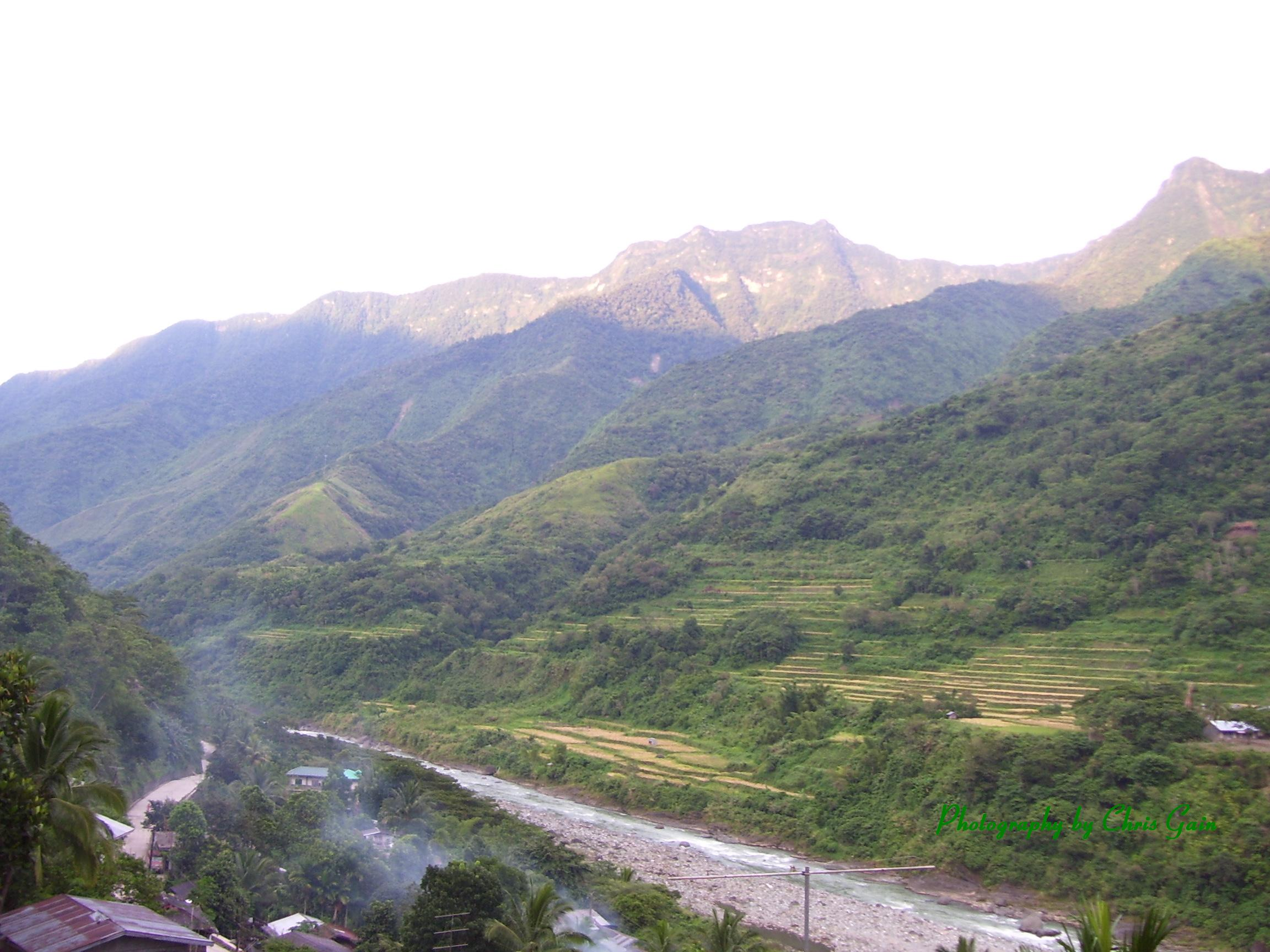
Die Cordillera Central bei Tinglayan

Die Zentralkordillere setzt sich aus Graniten, Ergussgesteinen, Sandsteinen, Schiefertonen und Kalken zusammen. Das Grundgebirge tritt in einem zentralen Streifen zutage, es besteht jedoch keine Klarheit über die tatsächliche Ausdehnung. Im Westen und Osten schließen sich weiträumig vulkanische Ablagerungen an, vor allem Andesite.
In der Poliskette werden die Andesite im Osten von Sandsteinen überlagert. Ihnen sind an zahlreichen Stellen jungtertiäre Kalke aufgelagert; vor allem auf den Höhen und finden sich Reste einer viel weiter verbreiteten Decke.
Die Malayakette hingegen ist vorwiegend porphyrisch; westwärts sind Sandsteine und Schiefertone angelagert.
Es ergibt sich eine charakteristische Formenwelt in Abhängigkeit vom Gesteinsmaterial:
- Ergussgesteine: allgemein unregelmäßige Formen herrschen vor. Die Horizontlinien sind unregelmäßig und gezackt.
- Sedimentdecken: hier sind lange und ruhige Linien charakteristisch
- Kalkgebiete: bei Sagada herrschen jungtertiäre Kalke vor; auf Gebirgshöhen finden sich flache, plateauähnliche Formen, die Anlage fand in der morphologischen Frühzeit des Gebietes statt. In der Regenzeit führen diese zur Sumpfbildung.

Den größten Flachformrest trägt die Zentralkordillere auf Höhe des Berges Data und um Baguio.
Anzeichen dafür, dass die Kordilleren relativ jung sind, sind Merkmale wie steile Hangformen und das Zurücktreten der Terrassenreste in den Tälern.

## Kultur
Im Gebiet der Cordillera Central, das weitgehend mit der Region Cordillera zusammenfällt, leben eine Vielzahl indigener Stämme, wie zum Beispiel die Igorot, Ifugao und die Ibaloi.
Die Ibaloi hatten bis zu ihrer Christianisierung eine einzigartige Technik der Mumifizierung bedeutender Gesellschaftsmitglieder (Kabayan-Mumien).
Im zentralen Gebirgsstock der Cordeliera Central finden sich einige der ältesten kulturellen Zeugnisse des Menschen auf dem Gebiet der Philippinen: die Petroglyphen von Bontoc sind als nationales kulturelles Erbe der Philippinen eingestuft worden.
Im Cagayan Valley östlich der Cordillera Central liegen bedeutende archäologische Grabungsstätten, die zusammenfassend als archäologische Ausgrabungsstätten im Cagayan Valley bezeichnet werden und eine Neubewertung der Besiedlungsgeschichte des Inselarchipels ermöglichten.
Die bekanntesten Städte der Cordillera Central sind Banaue und Baguio. Berühmt sind die bei Banaue gelegenen Reisterrassen, die zum Weltkulturerbe der UNESCO gehören.
Die Spanier konnten in der Kolonialzeit ihre Herrschaft in dem schwer zugänglichen Gebiet nicht durchsetzen. Nach der Unabhängigkeit setzte sich das Unverständnis zwischen der Zentralregierung und den Igorot fort. Dies führte zur Bildung der Widerstandsbewegung Cordillera People’s Democratic Front (CPDF) und zu gewaltsamen Vorfällen.